# Écuage
L’écuage est une taxe instaurée en 1157 par Henri II d'Angleterre qui remplace, pour le chevalier vassal, le service militaire qu'il devait fournir à l'ost. Avec l'écuage, le vassal paye désormais une redevance financière à son suzerain qui peut ainsi s'offrir le service de mercenaires.